# Salmonella w Rzeszowie (2023)
Trwa dyskusja nad usunięciem tego artykułu, kliknij i weź w niej udział.
Salmonella w Rzeszowie - zbiorowe zatrucie bakterią Salmonella enteritidis w restauracji Rzeszuff w Rzeszowie, które miały miejsce na przełomie maja i czerwca 2023 roku.

## Poszkodowani
Spośród 48 osób narażonych na zatrucie pokarmowe, 39 wystąpiły objawy chorobowe wystąpiły u 39, a 7 osób przebywało w szpitalu przez kilka dni po feralnym incydencie..

## Reakcja sanepidu
Sanepid w trakcie kontroli restauracji sanepid poddał badaniom surowce wchodzące w skład potraw oraz pobrano wymazy do badań bakteriologicznych personelu. Restauracja została zamknięta do czasu uzyskania wyników badań laboratoryjnych. Wśród badanych produktów i składników znalazły się jajka z partii używanej do produkcji w czasie, kiedy doszło do zatruć, łosoś wędzony i sos holenderski. W przebadanych  nie stwierdzono obecności bakterii salmonella.
Na podstawie przeprowadzonych wywiadów ustalono, że większość zakażonych jadło kanapkę, do przygotowania której używany był m.in. sos holenderski na bazie surowych żółtek oraz jajka po benedyktyńsku niepoddane kompletnej obróbce termicznej.

## Reakcja prokuratury
Prokuratura umorzyła postępowanie pod kątem nieumyślnego sprowadenia niebezpieczeństwa dla życia lub zdrowia wielu osób